# یوزف کا
یوزف کا نمایشنامه‌ای به نویسندگی مشترک محمد چرمشیر و فرهاد مهندس‌پور است که در سال ۱۳۹۷ توسط نشر نو به‌چاپ رسیده است.
یوزف کا بازخوانی رمان معروف کافکا با عنوان محاکمه است. این رمان دربارهٔ شخصی به نام «یوزف کا»، کارمند بانک است. او به جرمی که ماهیت آن برای خواننده و خودش مشخص نمی‌شود در دادگاه محاکمه می‌شود. او که مردی بدون هیچ ویژگی و توانایی خاص است، هیچ جواب روشن و واضحی دربارهٔ دنیای عجیب دادگاه دریافت نمی‌کند. این رمان بارها مورد اقتباس سینمایی و نمایشی قرار گرفته است.
نمایشنامه یوزف کا که برای اجرای صحنه نوشته شده است، همه لحظه‌های رمان را جلوی مخاطب نمی‌گذارد، ولی فضا و روایت رمان را به خواننده منتقل می‌کند. در این نمایشنامه بسیاری از صحنه‌ها ناتمام می‌مانند و برخی بی‌آن‌که آغاز داشته باشند ناگهان و از میانه پدیده آمده و ادامه می‌یابند. حتی برخی شخصیت‌ها چنان در هم گسترش پیدا می‌کنند که گاه نام یا ویژگی شخصیت دیگر را وام می‌گیرند. این آشفتگی که بیش از همه به درک شخصیت اصلی یوزف کا بازمی‌گردد، سبب شده صحنه‌ها نیازمند آغاز و انجامی نباشند؛ به‌گونه‌ای که احساس نوعی آشفتگی در فضای اثر گسترش یابد.
این نمایشنامه بارها در سالن‌های مختلف تئاتر به‌روی صحنه رفته است.
به گفته مهدی جعفری کارگردان این اثر که آن را در تماشاخانه مهر شهرکرد به اجرا برده است: «یوزف کا شالوده‌ای از چیستی انسان معاصر است که هر چقدر از معنویت دور می‌شود به بحران‌های هویتی خویش دامن می‌زند، تا جایی که یک جور روان‌پارگی فرهنگی در هر زاد بومی مستولی می‌شود. ناگفته پیداست نقب زدن به معنویت همیشه در هر تاریخی ره‌یافت به‌غایت درستی برای انسان داشته است. متن به چالش کشیدن همین روان آدمی است دررفت و شد همین مقال؛ واداشتن مخاطب به این‌که این چیستی چگونه است، که انسان مواجهه‌ای گاه آگاهانه و گاه ناآگاهانه بر این منظر دارد. علل این بحران هویتی از کجا نضج می‌گیرد. چه سهمی به درون او برمی‌گیرد و چه سهمی عوالم بیرون از او است.
وی در ادامه گفته است: متن یک‌جور محاکمه همین منویات تؤامان درونی و بیرونی است. خواب و بیداری‌هایی سیال‌گونه که او را فراروی هویت خویش قرار داده است و زیست اکتسابی پیرامونش، او را هر لحظه از معنویت دور کرده است. اگر بگوییم اثر یوزف کا آدم را به خودشناسی و ربانیت آفریدگارش سوق می‌دهد، بی‌راه نگفته‌ایم.»

در بخشی از این نمایشنامه در صفحه ۳۶ آمده است:
خانم گروباخ: می‌بخشین. می‌بخشین! امیدوارم سردی این اتاق اذیتتون نکنه. این اتاق، یکی از بهترین و گرم‌ترین اتاق‌های این خونه‌س. اما امروز به‌دلایلی که هنوز برای من روشن نیست، آقای کا پنجره‌ها روباز گذاشتن و این اتاق سرد شده. آقایون! شما از آقای کا بپرسین، چرا این کار رو کرده! بپرسین! … خب، خب، خب. آقایون! ایشون آقای کا هستن. آقای کا! این آقایون، همکارای اداره شما هستن؛ اومدن دیدن‌تون.